# Bob Menendez
Robert Menendez (1954. január 1. –) amerikai politikus, 2006 és 2024 között az Egyesült Államok szenátora New Jerseyből. A Demokrata Párt tagja, először Jon Corzine kormányzó nevezte ki szenátornak. 2015-ben, majd 2023-ban újra korrupcióval vádolták.
1986-ban Union City polgármestere lett. 1988-ban beválasztották az állami gyűlésbe, majd három évvel később az állam Szenátusának tagja lett. 1993 és 2006 között New Jersey 13. választókörzetének képviselője volt az Egyesült Államok Képviselőházában. 2006 januárjában Jon Corzin lemondása után nevezték ki szenátornak. Ezen év novemberében, 2012-ben és 2018-ban újraválasztották.
2018-ban elvetették az ellene emelt korrupciós vádakat. 2023-ban ismét vád alá helyezték, amiért a vádak szerint pénzt fogadott el az egyiptomi kormánytól. Nem volt hajlandó lemondani, annak ellenére, hogy pártja tagjai is felszólították erre. Azt követően, hogy bűnösnek találták, 2024 augusztusában lemondott, 2025 januárjában pedig 11 év börtönbüntetésre ítélték.

## Választási eredmények

### New Jersey gyűlés
| Párt                 | Jelölt                  | Szavazatok | %   |
| -------------------- | ----------------------- | ---------- | --- |
| 25x25px[halott link] | Bernard Kenny Jr.       | 10,132     | 33% |
| 25x25px[halott link] | Robert ("Bob") Menendez | 9,788      | 32% |
| 25x25px[halott link] | Leonard Altamura        | 5,493      | 18% |
| 25x25px[halott link] | Sixto Macias            | 5,147      | 17% |

| Párt                 | Jelölt                  | Szavazatok | %   |
| -------------------- | ----------------------- | ---------- | --- |
| 25x25px[halott link] | Bernard Kenny Jr.       | 18,810     | 30% |
| 25x25px[halott link] | Robert ("Bob") Menendez | 18,446     | 29% |
| 25x25px[halott link] | Angelo Valente          | 12,888     | 20% |
| 25x25px[halott link] | Jose Arango             | 12,638     | 20% |
| P&R                  | Michael Dapuzzo         | 557        | 1%  |
| P&R                  | Wanda Morales           | 312        | <1% |

| Párt                 | Jelölt                         | Szavazatok | %   |
| -------------------- | ------------------------------ | ---------- | --- |
| 25x25px[halott link] | Bernard Kenny Jr. (inc.)       | 24,294     | 34% |
| 25x25px[halott link] | Robert ("Bob") Menendez (inc.) | 23,767     | 34% |
| 25x25px[halott link] | Ann Clark                      | 11,738     | 17% |
| 25x25px[halott link] | Antonio Miguelez               | 10,800     | 15% |

### Állami szenátus
| Párt                 | Jelölt                  | Szavazatok | %   |
| -------------------- | ----------------------- | ---------- | --- |
| 25x25px[halott link] | Robert ("Bob") Menendez | 19,151     | 69% |
| 25x25px[halott link] | Carlos Munoz            | 8,652      | 31% |

### Képviselőház
| Párt                 | Jelölt                  | Szavazatok | %    |
| -------------------- | ----------------------- | ---------- | ---- |
| 25x25px[halott link] | Robert ("Bob") Menendez | 24,245     | 68%  |
| 25x25px[halott link] | Robert Haney Jr.        | 11,409     | 32%  |
| Összesen             | Összesen                | 35,654     | 100% |

| Párt                 | Jelölt                  | Szavazatok | %      |
| -------------------- | ----------------------- | ---------- | ------ |
| 25x25px[halott link] | Robert ("Bob") Menendez | 93,670     | 64%    |
| 25x25px[halott link] | Fred J. Theemling Jr.   | 44,529     | 31%    |
| STI                  | Joseph D. Bonacci       | 2,363      | 2%     |
| 25x25px[halott link] | Len Flynn               | 1,539      | 1%     |
|                      | John E. Rummel          | 1,525      | 1%     |
| SWP                  | Jane Harris             | 1,406      | 1%     |
| Összesen             | Összesen                | 145,032    | 100.0% |

| Párt                 | Jelölt                               | Szavazatok | %    |
| -------------------- | ------------------------------------ | ---------- | ---- |
| 25x25px[halott link] | Robert ("Bob") Menendez (hivatalban) | 67,688     | 71%  |
| 25x25px[halott link] | Fernando A. Alonso                   | 24,071     | 25%  |
|                      | Frank J. Rubino Jr.                  | 1,494      | 2%   |
| PAC                  | Herbert H. Shaw                      | 1,319      | 1%   |
| SWP                  | Steven Marshall                      | 0,895      | 1%   |
| Összesen             | Összesen                             | 95,467     | 100% |

| Párt                 | Jelölt                               | Szavazatok | %    |
| -------------------- | ------------------------------------ | ---------- | ---- |
| 25x25px[halott link] | Robert ("Bob") Menendez (hivatalban) | 34,685     | 93%  |
| 25x25px[halott link] | Christopher Curioli                  | 2,685      | 7%   |
| Összesen             | Összesen                             | 37,370     | 100% |

| Párt                 | Jelölt                               | Szavazatok | %    |
| -------------------- | ------------------------------------ | ---------- | ---- |
| 25x25px[halott link] | Robert ("Bob") Menendez (hivatalban) | 115,459    | 79%  |
| 25x25px[halott link] | Carlos E. Munoz                      | 24,427     | 17%  |
| FÜG                  | Herbert H. Shaw                      | 2,136      | 1%   |
| FÜG                  | Mike Buoncristiano                   | 2,094      | 1%   |
| FÜG                  | William P. Estrada                   | 720        | <1%  |
| FÜG                  | Rupert Ravens                        | 637        | <1%  |
| Összesen             | Összesen                             | 145,472    | 100% |

| Párt                 | Jelölt                               | Szavazatok | %    |
| -------------------- | ------------------------------------ | ---------- | ---- |
| 25x25px[halott link] | Robert ("Bob") Menendez (hivatalban) | 70,308     | 80%  |
| 25x25px[halott link] | Theresa de Leon                      | 14,615     | 17%  |
| FÜG                  | Richard S. Hester, Sr.               | 1,276      | 1%   |
| FÜG                  | Richard G. Rivera                    | 0,872      | 1%   |
| FÜG                  | Susan Anmuth                         | 0,752      | 1%   |
| Összesen             | Összesen                             | 87,823     | 100% |

| Párt                 | Jelölt                               | Szavazatok | %    |
| -------------------- | ------------------------------------ | ---------- | ---- |
| 25x25px[halott link] | Robert ("Bob") Menendez (hivatalban) | 117,856    | 79%  |
| 25x25px[halott link] | Theresa de Leon                      | 27,849     | 19%  |
| FÜG                  | Claudette C. Meliere                 | 2,741      | 2%   |
| FÜG                  | Dick Hester                          | 562        | <1%  |
| FÜG                  | Herbert H. Shaw                      | 357        | <1%  |
| Összesen             | Összesen                             | 149,365    | 100% |

| Párt                 | Jelölt                               | Szavazatok | %    |
| -------------------- | ------------------------------------ | ---------- | ---- |
| 25x25px[halott link] | Robert ("Bob") Menendez (hivatalban) | 72,605     | 78%  |
| 25x25px[halott link] | James Geron                          | 16,852     | 18%  |
| 25x25px[halott link] | Pat Henry Faulkner                   | 1,195      | 1%   |
| ACD                  | Esmat Zaklama                        | 740        | 1%   |
| PLC                  | Dick Hester                          | 732        | 1%   |
| PAC                  | Herbert H. Shaw                      | 573        | 1%   |
| Összesen             | Összesen                             | 92,696     | 100% |

| Párt                 | Jelölt                               | Szavazatok | %    |
| -------------------- | ------------------------------------ | ---------- | ---- |
| 25x25px[halott link] | Robert ("Bob") Menendez (hivatalban) | 33,622     | 87%  |
| 25x25px[halott link] | Steven Fulop                         | 4,851      | 13%  |
| Összesen             | Összesen                             | 38,473     | 100% |

| Párt                 | Jelölt                               | Szavazatok | %    |
| -------------------- | ------------------------------------ | ---------- | ---- |
| 25x25px[halott link] | Robert ("Bob") Menendez (hivatalban) | 121,018    | 76%  |
| 25x25px[halott link] | Richard W. Piatkowski                | 35,288     | 22%  |
| PLC                  | Dick Hester                          | 1,282      | 1%   |
| PSC                  | Herbert H. Shaw                      | 1,066      | 1%   |
| SWP                  | Angela L. Lariscy                    | 0,887      | 1%   |
| Összesen             | Összesen                             | 159,541    | 100% |

### Szenátus
| Párt                 | Jelölt                               | Szavazatok | %    |
| -------------------- | ------------------------------------ | ---------- | ---- |
| 25x25px[halott link] | Robert ("Bob") Menendez (hivatalban) | 159,604    | 84%  |
| 25x25px[halott link] | James Kelly Jr.                      | 30,340     | 16%  |
| Összesen             | Összesen                             | 189,944    | 100% |

| Párt                 | Jelölt                               | Szavazatok | %     |
| -------------------- | ------------------------------------ | ---------- | ----- |
| 25x25px[halott link] | Robert ("Bob") Menendez (hivatalban) | 1,200,843  | 53.3  |
| 25x25px[halott link] | Thomas Kean Jr.                      | 997,775    | 44.3  |
| 25x25px[halott link] | Len Flynn                            | 14,637     | 0.7   |
| USMP                 | Edward Forchion                      | 11,593     | 0.5   |
| FÜG                  | J.M. Carter                          | 7,918      | 0.4   |
| FÜG                  | N. Leonard Smith                     | 6,243      | 0.3   |
| FÜG                  | Daryl Brooks                         | 5,138      | 0.2   |
| SWP                  | Angela Lariscy                       | 3,433      | 0.2   |
| SP                   | Gregory Pason                        | 2,490      | 0.1   |
| Összesen             | Összesen                             | 2,250,070  | 100.0 |

| Párt                 | Jelölt                               | Szavazatok | %     |
| -------------------- | ------------------------------------ | ---------- | ----- |
| 25x25px[halott link] | Robert ("Bob") Menendez (hivatalban) | 1,783,943  | 58.4% |
| 25x25px[halott link] | Joseph Kyrillos                      | 1,220,605  | 39.9% |
| 25x25px[halott link] | Kenneth R. Kaplan                    | 14,802     | 0.5%  |
| 25x25px[halott link] | Ken Wolski                           | 13,874     | 0.5%  |
| További jelöltek     | További jelöltek                     | 23,511     | 0.8%  |
| Összesen             | Összesen                             | 3,056,735  | 100.0 |

| Párt                 | Jelölt                               | Szavazatok | %     |
| -------------------- | ------------------------------------ | ---------- | ----- |
| 25x25px[halott link] | Robert ("Bob") Menendez (hivatalban) | 262,477    | 62.3  |
| 25x25px[halott link] | Lisa McCormick                       | 158,998    | 37.7  |
| Összesen             | Összesen                             | 421,475    | 100.0 |

| Párt                 | Jelölt                               | Szavazatok | %      |
| -------------------- | ------------------------------------ | ---------- | ------ |
| 25x25px[halott link] | Robert ("Bob") Menendez (hivatalban) | 1,711,654  | 54.01% |
| 25x25px[halott link] | Bob Hugin                            | 1,357,355  | 42.83% |
| 25x25px[halott link] | Madelyn Hoffman                      | 25,150     | 0.79%  |
| 25x25px[halott link] | Murray Sabrin                        | 21,212     | 0.67%  |
| FÜG                  | Natalie Rivera                       | 19,897     | 0.63%  |
| FÜG                  | Tricia Flanagan                      | 16,101     | 0.51%  |
| FÜG                  | Kevin Kimple                         | 9,087      | 0.29%  |
| FÜG                  | Hank Schroeder                       | 8,854      | 0.28%  |
| Összesen             | Összesen                             | 3,169,310  | 100.0% |